# آلفرد دیویس
آلفرد دیویس (به انگلیسی: Alfred Davis) بازیکن و سرمربی فوتبال اهل انگلستان بود.

## زندگی ورزشی
آلفرد دیویس مربی فوتبال انگلیسی بود که ضمن حضور در اتحادیه فوتبال انگلستان، به عنوان سرمربی تیم المپیک بریتانیا منصوب شد.
او در چهارمین دوره رقابت‌های المپیک (سومین دوره فوتبال المپیک) به همراه تیمش مدال طلا گرفت.
وی همچنین چند سال سرمربی تیم آماتور انگلیس بوده است.